# Klyvbladsvitmossa
Klyvbladsvitmossa (Sphagnum riparium) är en bladmossart som beskrevs av Johan Ångström 1864. Enligt Catalogue of Life ingår Klyvbladsvitmossa i släktet vitmossor och familjen Sphagnaceae, men enligt Dyntaxa är tillhörigheten istället släktet vitmossor och familjen Sphagnaceae. Arten är reproducerande i Sverige. Inga underarter finns listade i Catalogue of Life.